# 보통 사람들 (드라마)
《보통 사람들》은 1982년 9월 20일부터 1984년 6월 1일까지 방영된 한국방송공사 1TV 일일연속극으로, 한 가정의 일상을 통해 소시민의 애환과 갈등을 그렸다.

## 줄거리
한국인 중류가정 보통사람들의 가정에서 일어난 일상을 엮은 드라마이다.
노인 전통공예전에서 입상할 만큼 옛것을 아끼고 솜씨가 뛰어난 박소정 할머니를 중심으로 섬유수출회사 생산부장인 장남 이영준, 지성적인 그의 아내 안지원, 아들 강일(법대생), 딸 소연, 할머니의 차남으로 잠재력 있는 작가지만 형에게 의지해 살아가는 영우, 그의 이혼한 아내이자 연극배우인 임우희, 삼남으로 무역회사에 근무하는 영호와 애인이 될 강신애, 사남으로 건설회사에 근무하는 영남과 섬처녀로 그의 사랑을 받게 되는 별녀. 이 대가족을 통해 사람은 환경에 따라 제각기 지향하는 바가 다르고 살아가는 방식이 다르지만 만남과 헤어짐을 통해 보다 많은 것을 깨닫고 적응해 간다는 것을 알려준다.

## 등장 인물
- 황정순(박소정 여사) : 이영준 어머니
- 이순재(이영준) : 장남, 수출회사의 생산부장
- 김민자(안지원) : 박 여사 며느리, 영준의 아내
- 송재호(이영우) : 삼남, 작가
- 황정아(임우희) : 영우의 전처, 연극배우
- 한진희
- 한혜숙(이지혜) : 박 여사 사녀
- 이영하(이영호) : 오남
- 유지인(강신애)
- 정한용(이영남) : 육남
- 금보라(별녀)
- 강석우(이강일) : 영준 아들
- 조용원(유안나)
- 최란
- 사미자(장녀) : 둘째
- 태현실(신애 엄마)
- 정재순(안나 엄마)
- 태민영, 기정수, 안문숙, 박준금, 하대경, 곽정희, 최헌철, 김성준, 이수연, 안대선, 정혜영, 김시연, 김혜란, 임성원

## 기타
- KBS 영상자료실에 1회와 마지막회는 남아있지만, 다른 회차는 없는 것으로 알려졌다.